# Cá chiên
Cá chiên (danh pháp khoa học: Bagarius bagarius) là một loài cá da láng trong chi Bagarius, tìm thấy trong các con sông lớn ở Nam Á và Đông Nam Á, cụ thể trong lưu vực sông Hằng, sông Mê Kông, sông Chao Phraya; và có thông báo cho thấy nó có trong lưu vực các sông Salween, Maeklong và phần Thái Lan bán đảo.

## Miêu tả
Chiều dài được thông báo tới 2 m (6,6 ft) có lẽ là không chính xác, do sự nhầm lẫn với loài có quan hệ gần là B. yarrelli, vì hiện tại cả hai loài này vẫn trong tình trạng lộn xộn đáng kể về phân loại. Kích thước dài tới 2 mét này có lẽ là thuộc về B. yarrelli, do một số tác giả coi B. bagarius là loài cá chiên lùn có chiều dài chỉ đạt tới 20 cm (8 inch).
Gai vây lưng: 1; tia mềm vây lưng: 6; tia mềm vây hậu môn: 13-14; đốt sống: 38-42. Vây chậu bắt đàu trước gốc tia vây lưng cuối cùng; vây béo bắt đầu phía sau nơi bắt đầu vây hậu môn. Gai thần kinh thuôn dài, số lượng 4-8, đốt sống phần bụng mở rộng về phía xa trục, số lượng 17-20. Không có rãnh sắc nét trên đỉnh đầu; không có bướu trên đường giữa sống lưng phía sau gốc vây lưng. Miệng to, hạ và hình cung.
Cá trưởng thành sinh sống trong các vũng chảy nhanh và nhiều đá sỏi của các con sông lớn và trung bình. Thức ăn chủ yếu là côn trùng, cá nhỏ, ếch nhái và tôm tép. Sinh đẻ trong các con sông trước khi bắt đầu mùa ngập lụt hàng năm.

## Giá trị kinh tế
Được đánh bắt và mua bán ở chợ dưới dạng cá tươi, là loài cá thực phẩm quan trọng nhưng không được đánh giá cao do thịt cá bở, nhanh ươn và vì thế có thể gây bệnh.
Do thịt thơm ngon, có giá trị kinh tế, cá chiên thường được mua với giá cả chục triệu đồng mỗi con, trung bình mỗi kg khoảng 400-500 nghìn đồng (số liệu 2017), có trường hợp đến 1 triệu đồng/kg.

## Tình trạng phân loại
Bagarius bagarius được Hamilton miêu tả năm 1822 từ mẫu vật thu được tại sông Hằng. Kể từ nghiên cứu sửa đổi của Roberts (1983), tên gọi này được áp dụng cho loài dường như chỉ có kích thước chiều dài chuẩn không quá 20 cm so với các đồng loài và được coi là phổ biến tại miền bắc tiểu lục địa Ấn Độ và phần lớn Đông Dương.
Tuy nhiên, việc nghiên cứu chi tiết hồ sơ tài liệu trong khắp khu vực Nam Á và Đông Nam Á cho thấy các mẫu vật của các quần thể được nhận dạng như là loài này tại Đông Dương là không đồng loài với quần thể tại tiểu lục địa Ấn Độ. Bên cạnh đó, không có chứng cứ nào cho thấy có hơn 1 loài Bagarius trong lưu vực sông Hằng-Brahmaputra (và có lẽ là trong khắp cả tiểu lục địa Ấn Độ). Điều này có nghĩa là toàn bộ các tài liệu hiện nhận dạng mẫu vật như là B. yarrelli tại Ấn Độ rất có thể phải được gán lại vào loài này, và toàn bộ các tài liệu tại Đông Nam Á hiện nhận dạng mẫu vật như là loài này rất có thể là đại diện cho (các) loài không phải B. bagarius (hoặc B. yarrelli). Nghiên cứu sửa đổi duy nhất của Roberts năm 1983 là sự đơn giản hóa thái quá trong phân loại của nhóm cá này và tình trạng phân loại chi Bagarius trong khắp tiểu lục địa Ấn Độ rất cấp thiết phải có nghiên cứu mang tính quyết định để giải quyết.